# 广西密花冬青
广西密花冬青（学名：Ilex confertiflora var. kwangsiensis）为冬青科冬青属下的一个变种。

## 扩展阅读
- 維基物種上的相關：广西密花冬青